# Janiuay
Janiuay is een gemeente in de Filipijnse provincie Iloilo op het eiland Panay. Bij de laatste census in 2010 telde de gemeente ruim 63 duizend inwoners.

## Geografie

### Bestuurlijke indeling
Janiuay is onderverdeeld in de volgende 60 barangays:
| - Abangay - Agcarope - Aglobong - Aguingay - Aquino Nobleza East - Aquino Nobleza West - Anhawan - Atimonan - Balanac - Barasalon - Bongol - Cabantog - Calmay - Capt. A. Tirador - Canawili - Canawillian - Caranas - Caraudan - Carigangan - Concepcion Pob. | - Crispin Salazar North - Crispin Salazar South - Cunsad - Dabong - Damires - Damo-ong - Danao - Don T. Lutero Center - Don T. Lutero East - Don T. Lutero West - Gines - Golgota - Guadalupe - Jibolo - Kuyot - Locsin - Madong - Manacabac - Mangil - Matag-ub | - Monte-Magapa - Pangilihan - Panuran - Pararinga - Patong-patong - Quipot - R. Armada - Santo Tomas - San Julian - San Pedro - Santa Rita - Sarawag - S. M. Villa - Tambal - Tamu-an - Tiringanan - Tolarucan - Tuburan - Ubian - Yabon |

## Demografie
Janiuay had bij de census van 2010 een inwoneraantal van 63.031 mensen. Dit waren 5.153 mensen (8,9%) meer dan bij de vorige census van 2007. Ten opzichte van de census van 2000 was het aantal inwoners gegroeid met 8.865 mensen (16,4%). De gemiddelde jaarlijkse groei in die periode kwam daarmee uit op 1,53%, hetgeen lager was dan het landelijk jaarlijks gemiddelde over deze periode (1,90%).

De bevolkingsdichtheid van Janiuay was ten tijde van de laatste census, met 63.031 inwoners op 179,1 km², 351,9 mensen per km².